# Garayalde
Garayalde est une localité rurale argentine située dans le département de Florentino Ameghino, dans la province de Chubut. Elle est située sur la route nationale 3, à mi-chemin entre les villes de Trelew et de Comodoro Rivadavia. Elle est reliée à la ville de Camarones par la route provinciale 30.

## Histoire
En 1947, l'ingénieur Julio V. Canessa a proposé au président Juan Domingo Perón d'utiliser le gaz des champs gaziers de Comodoro Rivadavia en posant un gazoduc pour les relier à la ville de Buenos Aires. Il a fallu deux ans pour achever la pose de plus de 1 600 kilomètres de canalisations de 25 centimètres de diamètre. À Garayalde, une usine de compression de la compagnie gazière publique Gas del Estado a été installée pour fournir le gaz. Un quartier avec des logements pour les employés y a été aménagé dans le cadre d'un commodatum. L'usine est depuis exploitée par la société Transportadora de Gas del Sur.

## Utilitaire
Le hameau est un point stratégique pour le ravitaillement, étant donné qu'il se trouve à mi-chemin de la RN3 entre les villes de Trelew et Comodoro Rivadavia, un tronçon de près de 400 kilomètres sans aucune population. Les conducteurs y font le plein de gazole, mais ils peuvent aussi se reposer, acheter des provisions, demander l'aide de la police et communiquer par téléphone portable.
La région où se trouve la ville est un lieu hostile à la vie appelé le plateau patagonien. L'emplacement de la localité se trouve sur une pampa de plus de 600 d'altitude. Ce point est traversé par la route nationale 3 et subit de nombreuses coupures en hiver en raison des chutes de neige et des basses températures, qui font souvent des victimes.

## Démographie
La localité compte 18 habitants (Indec, 2010). En 1991, elle était comptée comme une population rurale dispersée. En 2001, elle comptait 10 hommes pour 6 femmes. En 2010, le recensement a révélé que la population était passée à 18 habitants, soit 12 hommes et 6 femmes. La croissance annuelle était de 1,33 %.